# Pays-Bas (région historique)
« Pays-Bas Belgiques » redirige ici. Pour les autres significations, voir Pays-Bas Belgiques (homonymie).
Pour les articles homonymes, voir Pays-Bas (homonymie).
 (janvier 2014).
Améliorez-le ou discutez des points à vérifier. 

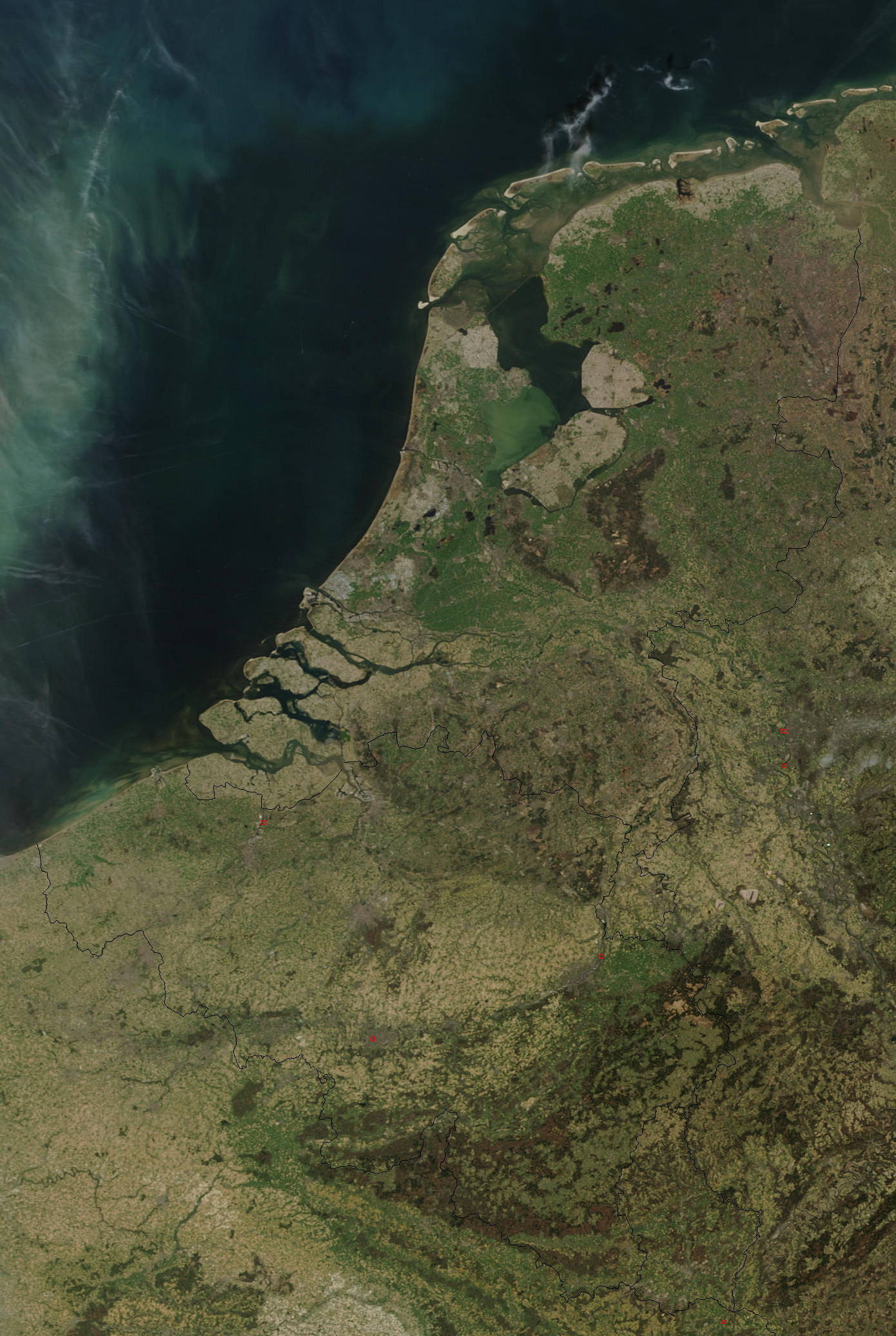
Les Pays-Bas.

Les Pays-Bas ou les Plats-Pays (en néerlandais : De Lage Landen ou De Nederlanden, en allemand : Die Niederlande, en frison Nederlân), historiquement aussi appelé Pays d'Embas, sont une région historique d'Europe occidentale partageant une culture et une histoire communes. On trouvait aussi l'expression les Pays-Bas Belgiques ou provinces belgiques pour désigner cette région. 
L'expression est actuellement peu usitée en français officiel, par crainte d'une confusion avec le pays actuel. Le terme est parfois utilisé en géographie, mais il est surtout approprié, en histoire, pour les périodes du Moyen Âge tardif et des temps modernes, quand la région était plus ou moins unifiée politiquement (les Dix-Sept Provinces). Aujourd'hui, le Benelux est ce qui s'en rapproche le plus.
Si le territoire n'est pas précisément défini par des frontières nationales, il correspond approximativement aux États actuels de la Belgique, des Pays-Bas et du Luxembourg, ainsi qu'à la Basse-Rhénanie (située à l'ouest de l'Allemagne) et à une partie du Nord de la France que l'on appelle les Pays-Bas français, correspondant à Flandre française (Westhoek français et Flandre romane) et à l'Artois (province).

## Terminologie des entités anciennes et contemporaines

### Belgique, adjectif et nom propre
La plus vieille utilisation des termes Belgae et Belgica qui nous soit parvenue est dans la Guerre des Gaules de Jules César (« Gallia est omnis divisa in partes tres, quarum unam incolunt Belgae, aliam Aquitani, tertiam qui ipsorum lingua Celtae, nostra Galli appellantur »). Il divise la Gaule qu'il a conquise en trois parties : les Gaulois proprement dits, les Aquitains et les Belges ; ces derniers sont séparés des Gaulois proprement dits par la Seine et la Marne. Sous Auguste, la Gaule est divisée par Marcus Agrippa en trois provinces, et l'une d'entre elles porte le nom de Belgica. Cette dernière sera réorganisée sous Domitien, qui la divise en trois nouvelles provinces, une Gallia Belgica et deux Germania. La Gallia Belgica sera encore par la suite divisée en deux : la Belgica Prima et la Belgica Secunda. La Belgique actuelle n'est qu'une partie de ces antiques provinces romaines, la majeure partie de son territoire se situe en Germania Inferior (plus tard appelée Germania Secunda) et en Belgica Secunda.
Ces entités d'administration impériales trop vastes disparaissent presque totalement après la période dite des grandes invasions, et ne subsistent que sous la plume de quelques ecclésiastiques. Elles ne réapparaissent qu'à la seconde moitié du IXe siècle, après la scission de l'empire de Charlemagne, avec la création de la Lotharingie. Les clercs de l'époque, par le fait d'une fidélité à la langue et à la culture antique qui caractérise les intellectuels de ce temps, utilisent le terme Belgica pour désigner le royaume de Lothaire II situé entre la Gallia de Charles le Chauve et la Germania de Louis le Germanique. Les dénominations Belgae, Belgica, Gallia Belgica disparaissent de nouveau au XIIe siècle après la fin de la Lotharingie.
Aux XVe et XVIe siècles, les différents territoires se retrouvent peu à peu sous la même autorité. Le terme Belgica subsiste sous la plume des humanistes de la Renaissance, mais son utilisation reste limitée dans les cercles intellectuels tout en répondant à un besoin, car on cherche des dénominateurs communs pour ces principautés. Des cartes représentant la généralité des grands Pays-Bas, qui englobent la future Belgique, le nord de la France et la Néerlande, portent le titre de Leo Belgicus. Un autre terme apparaît : Belgium, Belgia. On lit aussi, sur les cartes publiée à l'époque de la lutte contre l'emprise des Habsbourg d'Espagne, les mentions Belgica Regia pour désigner le territoire de la future Belgique moderne avec le nord de la France, et Belgica Foederata pour désigner le territoire des futurs Pays-Bas modernes.
Aux XVIIe et XVIIIe siècles, le mot Belgique redevient un terme administratif et également le nom d'une allégorie représentant la nymphe des Pays-Bas. Et le prince d'Orange baptise une de ses filles du nom de Catherine-Belgique. Le dramaturge Joost van den Vondel, que l'on considère comme le Shakespeare hollandais, a même baptisé "Belgia" l'héroïne d'une pièce de théâtre dans laquelle ce personnage tient le rôle des Pays-Bas martyrisés par les Espagnols. La portée sémantique du nom se réduit cependant avec la division des Dix-Sept provinces après la Guerre de Quatre-Vingts Ans : il est de plus en plus utilisé pour ne parler que des provinces méridionales et de ses habitants, mais reste un synonyme de néerlandais en langue néerlandaise. La dynastie des Habsbourg autrichiens ayant succédé à ceux d'Espagne sur les "Pays-Bas du Sud", ceux-ci doivent supporter un protectorat qui s'exerce depuis Vienne sous le nom de "Bureau Belge". Mais une révolution de plus installe à Bruxelles un régime indépendant sous le nom de États-Belgiques-Unis, ce qui se dit Verenigde Nederlandse Staten ou Verenigde Belgische Staten en néerlandais. Ensuite, durant l’annexion par la France, le terme belge devient courant pour désigner les habitants des régions de l'actuel Royaume de Belgique. En 1830, le mot Belgique devient un substantif et le mot belge devient un qualificatif.

## Géographie

### Géographie historique
Il s'agit, plutôt qu'une grande région homogène, d'un ensemble véritablement hétérogène et hétéroclite de petites contrées paysannes très diverses, apparues après le VIIe siècle et évanouies entre 1880 et 1950, qui gardent, aux yeux extérieurs néanmoins, un grand nombre de similarités, par ses caractéristiques urbaines médiévales et modernes.
La plupart des régions sont bordées de la Mer du Nord ou de la Manche, ce qui a poussé tardivement des néerlandophones à appeler les Pays-Bas les Lage Landen bij de zee (ou encore mais plus rarement Lage Landen aan de zee, « Les Pays-Bas-sur-Mer »). Les autres régions à l'intérieur des terres sont liées aux premières par les bassins de circulation, véritable couloir de vie caractéristique, de l'Escaut et de la Meuse de telle sorte qu'ils se ramifient en un grand hinterland. Cette grande zone économique a une longue histoire économique commune, d'abord au niveau des couloirs malgré les péages d'ancien régime, assez vite au milieu du XIXe siècle basée sur le commerce et l'industrie, avec une liberté de circulation des biens et des personnes par chemin de fer.
L'industrie lourde a marqué d'abord le sud de la région, mais les techniques scientifiques et procédés modernes après 1880 se répandent plus vite dans le nord, resté en partie beaucoup plus rural et marchand au sens ancien. D'où l'inversion des richesses après les crises minières, charbonnières et textiles.

## Histoire et situation géopolitique
L'acception globale du terme n'est pas inconnue pour les temps modernes (du XVIe au début du XIXe siècle), particulièrement en français. Cette région historique ne correspond toutefois pas exactement aux États souverains des Pays-Bas, de la Belgique et du Luxembourg qui forment depuis la Seconde Guerre mondiale le « Benelux ».

### Histoire antique
Les Nerviens belges occupent le sud de la Meuse ; les Germains frisons occupent l'est de l'IJssel jusqu'à l'Ems ; entre les deux, la tribu germano-celtique batave occupe l'Insula Batavorum. En 57 av. J.-C. César atteint le Rhin. En 15 apr. J.-C. Drusus franchit le Rhin et occupe Insula Batavorum jusqu'au lac Flevo (Zuiderzee) ; les Bataves deviennent socii de l'Empire romain. En 69 les Bataves se soulèvent avec Civilis, puis se soumettent, fournissant à Rome cavaliers et marins. Vers 250 les Francs saliens occupent les terres des Bataves et fusionnent avec eux.

### Histoire médiévale et moderne
En 695 l'évêché d'Utrecht est fondé et la christianisation du pays commence avec saint Willibrord. Vers 800 les Frisons sont soumis par Charlemagne.
En 843 traité de Verdun : le pays devient partie de Francie médiane (puis de Lotharingie en 955 et enfin Basse-Lotharingie en 959). Entre 954 et 1406 le pays est constitué de plusieurs seigneuries, dont trois duchés : Brabant, Gueldre, Clèves.
Avant la création des États-nations aux débuts de l'époque contemporaine, les Pays-Bas font référence à une large partie de l'Europe du Nord s'étendant de Gravelines au Sud-Ouest à Delfzijl au Nord-Est et de Thionville au Sud-Est aux Îles de la Frise au Nord. Ils sont un des décors étudiés de l'apparition des villes médiévales en l'Europe du Nord, construites ex nihilo plutôt que sur d'anciennes cités. En fait, sur ces terres basses, aménageables, un grand nombre de vieilles cités et d'importants fundi ou vici gallo-romains a été déplacé, souvent avec le transfert de fonctions administratives, commerciales ou religieuses. L'évolution des petits-centres urbanisés marque l'essor démographique de la Lotharingie du nord et de ses confins de « Francia » et de « Germania » du Xe siècle au XIIe siècle, plus rarement prolongé aux siècles suivants. C'est à cette période que la région apparaît comme une des zones les plus densément peuplées avec le nord de l’Italie. L'émancipation politique bourgeoise se poursuit, de la bataille de Worringen en 1288 à la bataille des éperons d'or à Courtrai en 1302, c'est-à-dire côté empire et côté royaume de France. Le pacte de 1336 signée entre Flandre, Brabant, Hainaut, Hollande et Zélande propose une assistance mutuelle contre tous les ennemis, des grandes entités comtales signataires, hormis le royaume de France et l'Empire, car ses puissances y exercent encore des fonctions régaliennes, souvent en pratique diminuées et amoindries. Les Pays-Bas bourguignons peuvent être présentés comme un premier aboutissement de ce rapprochement bourgeois, tout en étant dans les faits politiques un monopole de suzeraineté nées d'alliances dynastiques, monopole très imparfait et encore morcelé.
Les alliances seigneuriales et dynastiques, ainsi que le pacte de 1336 expliquent l'extension du cadre d'action politique et militaire. Il est alors possible de mieux comprendre différents faits historiques, par exemple la décapitation le 26 septembre 1345 de Guillaume II de Hainaut et de Hanovre, cerné par les Frisons à Staveren.

## Langues véhiculaires et vernaculaires
Les Pays-Bas historiques forment un ensemble hétérogène sur le plan linguistique. Le néerlandais et les langues régionales apparentées (flamand occidental, oriental, brabançon, limbourgeois, et autres langues locales) forment le groupe linguistique le plus important, que ce soit en superficie et en population. Le français et les langues romanes régionales (picard, wallon) sont le second groupe linguistique. Il y a également de l'allemand, du luxembourgeois et du francique à l'Est et du frison occidental au Nord.